# اشیاء غیر موجود
اشیاء غیر موجود (انگلیسی: Nonexistent objects)، در متافیزیک و هستی‌شناسی، «اشیاء ناموجود» مفهومی است که توسط فیلسوف اتریشی آلکسیوس مایننگ در قرن ۱۹ و ۲۰ در نظریه شیء انتزاعی ارائه شده است. او به موضوع ذهن/اشیا عمدی (شیئی است که در ذهن وجود دارد) علاقه‌مند بود که به سمت اشیاء ناموجود هدایت می‌شوند. با شروع از «اصل قصدمندی، پدیده‌های ذهنی عمداً به سمت یک شی سوق داده می‌شوند. مردم ممکن است چیزی را تصور کنند، آرزو کنند یا از چیزی بترسند که وجود ندارد. فیلسوفان دیگر به این نتیجه رسیدند که نیت یک رابطه واقعی نیست و بنابراین نیازی به وجود یک شی نیست، در حالی که آلکسیوس مایننگ به این نتیجه رسید که برای هر حالت ذهنی یک ابژه وجود دارد - اگر موجود نیست، حداقل یک موضوع غیر وجود دارد.